# Hańba (powieść)
Hańba (ang. Disgrace) – powieść obyczajowa Johna Maxwella Coetzee, laureata literackiej Nagrody Nobla, wydana w 1999 roku, nagrodzona prestiżową Nagrodą Bookera, zekranizowana w 2008 roku.

## Treść
Bohaterem powieści jest David Lurie, pięćdziesięciodwuletni wykładowca literatury romantycznej na uniwersytecie w Kapsztadzie. Sfrustrowany pracą i starzeniem się, wdaje się w romans ze swoją studentką, za co zostaje usunięty z uczelni. Po tych wydarzeniach wyjeżdża na wieś do swojej córki Lucy, lesbijki. Nie zaznaje tam jednak spokoju, farma zostaje napadnięta, Lucy zgwałcona, a on poturbowany. Pod koniec Lurie pracuje jako wolontariusz przy usypianiu chorych zwierząt.

## Ekranizacja
W 2008 powieść została przeniesiona na ekran jako film pod tym samym tytułem w reżyserii Steve’a Jacobsa. W roli profesora Davida Luriego wystąpił John Malkovich. Film został pozytywnie przyjęty przez krytyków.